# Görgénysóakna
Görgénysóakna (románul: Jabenița) falu Romániában, Erdélyben, Maros megyében.

## Fekvése
A Görgény völgyében, a Görgényi-havasok nyugati lábánál terül el, Szászrégentől 6 km-re keletre.

## Története
A falut 1453-ban Szebencs néven említette először oklevél. 1644-ben Soakna, 1750-ben Sóakna, 1760-1762-ben Görgény-Sóakna, 1808-ban Akna (Görgény-, Só-), Salzhau, Sabenicza, 1861-ben Görgény-Sóakna, 1913-ban Görgénysóakna néven írták.
A település az 1600-as évek közepén Rákóczi-birtok volt (1644).
1800 körül fürdőhelyet hoztak létre.
1910-ben 1137 lakosából 1109 fő román, 15 magyar volt. A népességből 855 fő görögkeleti ortodox, 255 görögkatolikus, 11 pedig római katolikus volt.
A trianoni békeszerződésig Maros-Torda vármegye Régeni alsó járásához tartozott. Ma Görgényoroszfalu község része.

## Népessége
2002-ben 1226 lakosa volt, ebből 1176 fő román, 44 cigány és 6 magyar nemzetiségű. A népességből 1124-en ortodox, 9-en római katolikus, 2-en református, 81-en adventista és 10-en pünkösdista hitűek voltak.

## Nevezetességek
- Melegvizű sós fürdő